# František Šulc
František Šulc, slovaški rokometaš, * 8. junij 1950, Chotěboř.
Leta 1976 je na poletnih olimpijskih igrah v Montrealu v sestavi češkoslovaške rokometne reprezentance osvojil sedmo mesto.